# 동쪽의 바다

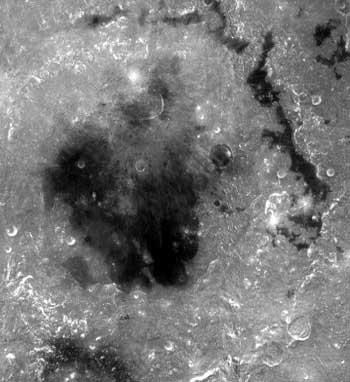
동쪽의 바다

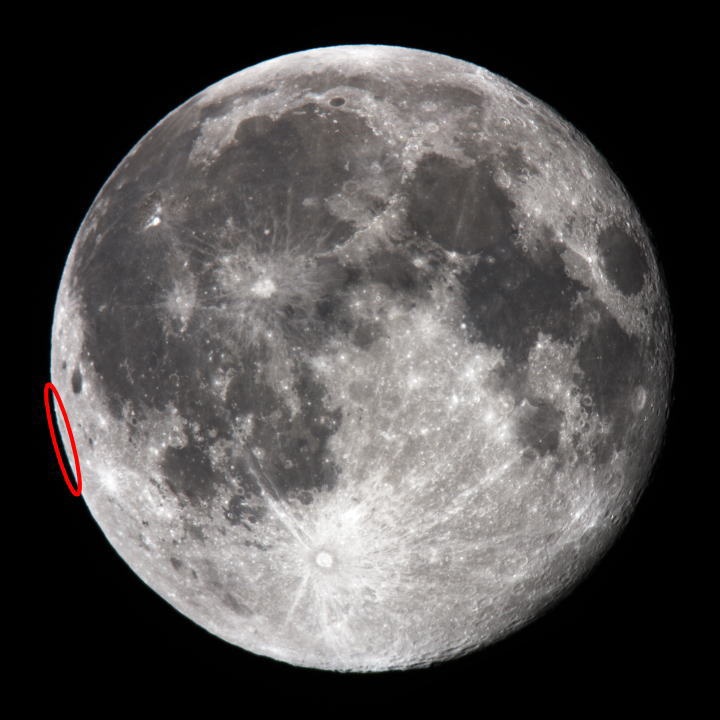
동쪽의 바다의 위치

동쪽의 바다(라틴어: Mare Orientale, 영어: Eastern sea)는 달의 바다 중 하나이다. 동심원의 모습을 하고 있으며, 외부 직경은 약 900km이다. 달의 앞면의 서쪽에 위치해 있다. 지구에서는 각도상의 문제로 관측하기가 힘들다. 연변의 바다의 대척점에 해당한다.
아폴로 계획에서 토양 샘플을 얻을 수 없었으므로 정확한 형성시기는 명확하지 않다. 그러나 달의 바다 중에서는 가장 젊으며, 38.5억년전에 형성된 비의 바다보다 더 젊은 것으로 추측된다.